# Зайцев, Александр Михайлович
Алекса́ндр Миха́йлович За́йцев (20 июня [2 июля] 1841, Казань — 19 августа [1 сентября] 1910, Казань) — русский химик-органик.
Профессор Казанского университета (с 1871 года). Член-корреспондент Петербургской Академии Наук (c 1885 года). Создатель крупной школы химиков. Президент Русского физико-химического общества (1905, 1908, 1911).

## Биография

### Происхождение
Александр Михайлович Зайцев родился 2 июля 1841 года в городе Казань в семье Михаила Саввича Зайцева, купца 2-й гильдии, и его 2-й жены Натальи Васильевны (урождённой Ляпуновой). В 1847 году Наталья Васильевна умерла от холеры, а Михаил Саввич женился в третий раз. Таким образом, Александр и два его брата оказались на попечении мачехи.

### Этапы жизни
А. М. Зайцев учился во 2-й Казанской гимназии в классе, где широко преподавалось правоведение. Однако после перехода в 7-й класс он перенял интересы старшего брата Константина, который успешно начал обучение на камеральном отделении юридического факультета Казанского университета. Александр решил поступать в Казанский университет, выучил латынь. В августе 1858 года он также стал «камералистом». В 1862 году Александр Михайлович окончил университет со званием действительного студента.
Так как в будущем А. М. Зайцев собирался стать ученым, он планировал продолжить обучение и написать диссертацию за рубежом. На деньги, полученные по наследству, А. М. Зайцев отправился в заграничную командировку. В июне 1862 г. он посетил Лондон. В ноябре переехал в Германию и поступил в Марбургский университет, где пробыл 4 семестра. За это время он ознакомился с работами Г. Кольбе и работал в лаборатории А. Вюрца.
В феврале 1863 г. А. М. Зайцев отправил свою диссертацию «Теоретические взгляды Кольбе на рациональную конституцию органических соединений и их связь с неорганическими» в Казанский университет Бутлерову. Последний работу отверг. Несмотря на неудачу, А. М. Зайцев стал разрабатывать новую тему и в 1864 г. прислал в Казанский университет диссертацию «О диамидосалициловой кислоте», и на этот раз А. М. Бутлеров был удовлетворен экспериментальной работой. В октябре 1864 г. А. М. Зайцев получил степень кандидата.
В 1865 г. А. М. Зайцев переехал в Казань. А. М. Бутлеров нанял его частным образом, но когда появилась возможность, попросил ввести Зайцева в состав своей кафедры. В результате в апреле 1866 г. Александр Михайлович стал лаборантом агрономической лаборатории. В 1867 году А. М. Зайцев был направлен в химическую лабораторию, где он вел обязательные курсы для ученых и врачей по качественному неорганическому анализу и продолжал исследования органических сернистых соединений.
В 1866 году А. М. Зайцев получил степень доктора философии в университете Германии после защиты диссертации «О новом ряде органических соединений серы».
В декабре 1868 г. после защиты диссертации на тему «О действии азотной кислоты на некоторые органические соединения двухатомной серы и о новом ряде органических сернистых соединений, полученном при этой реакции» А. М. Зайцев был утвержден магистром химии.
В феврале 1869 г. А. М. Зайцев был избран Советом университета доцентом по второй кафедре химии. В бутлеровской аудитории он преподавал общий курс органической и неорганической химии, проводил практические занятия по качественному анализу и органической химии.
В сентябре 1870 г. А. М. Зайцев получил докторскую степень, успешно защитив диссертацию «Новый способ превращения жирных кислот в соответствующие им алкоголи».
В 1871 г. А. М. Зайцев получил должность ординарного профессора Казанского университета и оставался на ней до самой смерти. После отставки В. В. Марковникова, который работал на первой кафедре химии, А. М. Зайцев стал единственным преподавателем и начал читать не только общий, но и специальный курс химии.
А. М. Зайцев скончался 1 сентября 1910 г. Его похоронили на Арском кладбище в Казани.

## Научные исследования
Научные исследования А. М. Зайцева направлены в основном на развитие и усовершенствование органического синтеза и теории химического строения Бутлерова.

### Продолжение учения Бутлерова
- В 1870—1875 годах Зайцев разработал цинкорганические методы синтеза различных классов спиртов, получивших в истории химии название «зайцевских синтезов» и «зайцевских спиртов». Он подтвердил предсказания теории Бутлерова о существовании таких спиртов и заложил основы одного из универсальных направлений органического синтеза. В частности в 1875 году совместно с Е. Е. Вагнером открыл реакцию получения вторичных и третичных спиртов действием на карбонильные соединения цинка и алкилгалогенидов[6]. Способ получения вторичных спиртов стал называться реакцией Вагнера — Зайцева.
- А. М. Зайцев разработал общий способ получения первичных спиртов восстановлением хлорангидридов жирных кислот амальгамой натрия. В 1870 году получил нормальный первичный бутиловый спирт из хлорангидрида масляной кислоты[7].
- В 1873 году синтезировал диэтилкарбинол действием цинка на смесь йодистого этила и этилового эфира муравьиной кислоты[8].
- В 1873 году открыл класс органических соединений — лактоны[9][10].
- В 1875 году установил правило, согласно которому отщепление элементов галогеноводородных кислот от алкилгалогенидов или воды от спиртов происходит таким образом, что вместе с галогеном или гидроксилом уходит водород от наименее гидрогенизированного соседнего атома углерода. Это правило получило название «правило Зайцева».
- Совместно с Н. И. Грабовским А. М. Зайцев изучал бутилены[11], синтезированные из первичного и вторичного спиртов и доказал их изомерность.
- А. М. Зайцев, работая вместе Е. Е. Вагнером, произвел синтез амилена из диэтилкарбинола, а также определил его строение и исследовал реакцию присоединения иодистого водорода к полученному веществу[12].
- В 1875 году разработал способ получения янтарного альдегида.
- В 1875—1907 годах осуществил синтез непредельных спиртов при взаимодействии галоид-аллил-цинк-органических соединений с эфирами, ангидридами карбоновых кислот и кетонами[13][14].
- В 1877—1878 годах совместно с И. И. Канонниковым получил уксусный ангидрид действием ацетилхлорида на ледяную уксусную кислоту[15].
- В 1885 году Зайцев дал новый метод синтеза третичных предельных спиртов[16], состоящий в действии цинка на смесь галоидного алкила и кетона.
- Выполнил вместе с учениками многие работы по получению и изучению многоатомных спиртов[17], органических оксидов, непредельных кислот и оксикислот.

### Исследования высших жирных кислот
- А. М. Зайцев получил диоксистеариновую кислоту[18], которая отличалась по свойствам от диоксистеариновой кислоты, полученной из олеиновой кислоты.
- В 1903 г. Зайцев установил местонахождение двойной связи в молекуле олеиновой кислоты.
- Работая совместно со своими братьями, А. М. Зайцев открыл, что изомеризация олеиновой кислоты в элаидиновую осуществляется под влиянием двусернистокислого натрия и сернистой кислоты[19].
- Были проведены исследования по изомеризации брассидиновой кислоты в эруковую[20].
- А. М. Зайцев впервые использовал марганцовокислый калий для окисления высших непредельных карбоновых кислот в щелочном растворе[21], благодаря чему открыл возможность синтеза оксикислот и полиоксикислот из природных непредельных кислот.

### Исследования в жировой промышленности
- А. М. Зайцев исследовал область алифатических соединений на заводе братьев Крестовниковых.
- Вся семья Зайцевых работала на заводе над усовершенствованием технологии производства и качества продукции.
- А. М. Зайцев изучал структуру кислот подсолнечного масла для использования продуктов его окисления в стеариновом производстве и мыловарении.
- А. М. Зайцев вошёл в историю, как почетный исследователь жиров последней четверти XIX века.

## Педагогическая деятельность
Большое значение имеет педагогическая деятельность А. М. Зайцева как руководителя крупной школы химиков . Он читал лекции, написал собственный учебник по органической химии, проводил практические занятия со студентами, обучал молодых специалистов-исследователей.
Материалы лекции Александр Михайлович объяснял доступно, просто и понятно, но таланта красноречия у него не было.
Лекционный материал отражен в его пособии «Курс органической химии», которое было издано в 1890—1892 годах. Этот обширный учебник предназначался для студентов-химиков и основывался на теории химического строения А. М. Бутлерова.
Порядок изложения предмета А. М. Зайцевым нашёл отражение и в опубликованных им таблицах химического анализа, по которым студенты выполняли аналитические задания.
Каждый год многие научные исследования лаборатории Зайцева публиковались в Журнале Русского химического общества. И несмотря на то, что все работы были выполнены под наблюдением А. М. Зайцева, издавались они от имени прямых исполнителей.
После 25 лет работы в качестве профессора, А. М. Зайцев несколько раз избирался на эту должность, а также на должность руководителя кафедры химии Казанского университета.
А. М. Зайцев основал одну из крупнейших в мире школ химиков-исследователей и педагогов. Его ученики занимали высокие посты в университетах различных городов России — в Казани, Киеве, Харькове, Варшаве, Саратове, Новочеркасске, Баку и др. Его учениками были: Е. Е. Вагнер, И. И. Канонников, С. Н. Реформатский, A. Н. Реформатский, А. А. Альбицкий, B. И. Сорокин, В. В. Курилов, Д. М. Марко, М. М. Зайцев, П. И. Кузнецов, В. И. Никольский, А. И. Луньяк, В. Д. Орлов, В. И. Разумовский, А. Я. Гордягин и другие.
А. М. Зайцева всегда интересовали фундаментальные проблемы химии. Он считал необходимым, чтобы физическая химия была включена в факультетское преподавание, и поддерживал развитие этого направления.

## Общественная деятельность
В 1905 г. А. М. Зайцева избрали первым выборным деканом на физико-математическом факультете, но через год ушёл с поста. В разные периоды он также недолго работал пять раз в качестве декана и один раз в качестве ректора университета. Несколько раз он был председателем физико-математической экзаменационной комиссии при Московском, Петербургском и Казанском университетах. В 1872 г. Зайцев был избран университетским судьёй.
В 1885 году А. М. Зайцев был избран членом-корреспондентом Академии Наук.
В 1907 г. ему было предложено звание академика, но он отказался от этого титула. За выдающиеся научные и педагогические заслуги А. М. Зайцев был избран почетным членом многих университетов и научных обществ.
Он был одним из основателей знаменитого Русского химического общества, деятельность которого тесно связана с развитием химии и химической промышленности в России, в течение нескольких лет занимал пост вице-президента и президента этой российской научной организации.
А. М. Зайцев также был избран членом комитета Русского химического общества по присуждению большой и малой премии имени А. М. Бутлерова. В 1909 году он сам получил большую премию им. А. М. Бутлерова.
А. М. Зайцев активно участвовал в ряде собраний русских естествоиспытателей и выступал с докладами о своей кафедре. В 1893 году он был избран почетным членом общества естествоиспытателей при Казанском университете.
А. М. Зайцев был признанным ученым не только в России, но и за границей. Он состоял в Берлинском и Парижском химических обществах и в обществе естествоиспытателей Гисена.

## Почести и награды
- 1870 г., ноябрь — утвержден экстраординарным профессором.
- 1871 г., ноябрь — утвержден ординарным профессором.
- 1885 г., ноябрь — получил звание член-корреспондента Петербургской Академии Наук.
- 1888 г., 1908 г. — проходили чествования по случаю 25- и 45-летия научно-педагогической деятельности.
- 1893 г. — избран почетным членом общества естествоиспытателей при Казанском университете.
- 1905 г., 1908 г., 1911. — стал Президентом Русского физико-химического общества.
- 1909 г. — присуждена большая премия им. А. М. Бутлерова.

## Память
- Одна из улиц Казани носит имя Зайцева.
- Старая химическая лаборатория университета сейчас является музеем Казанской химической школы. Здесь хранятся впервые синтезированные А. М. Зайцевым препараты и альбомы с фотографиями.
- В бутлеровской аудитории размещен портрет Александра Михайловича Зайцева.
- Мемориальная доска с его именем установлена на фасаде здания старой химической лаборатории Казанского университета.
- А. М. Зайцев занимает почетное место среди выдающихся деятелей отечественной школы химии.

## Семья, личные качества
Сын купца Михаила Саввича Зайцева, торговавшего чаем. У Александра Михайловича было 6 братьев: старшие Николай и Иван (от первого брака), Константин и Михаил (от брака с Н. В. Ляпуновой), Павел и Алексей (от третьего брака). Двое старших братьев будущего химика также продолжили купеческую профессию. Во втором браке его отец был женат на дочери бухгалтера Казанского университета Василия Александровича Ляпунова, «коллежского советника и кавалера», Наталье, сестре астронома М. В. Ляпунова — от этого брака и родился Александр. Именно Михаил Ляпунов убедил своего зятя отдать племянника в гимназию. Двоюродный брат известнейших деятелей российской науки и культуры: математика Александра, композитора Сергея и лингвиста Бориса Ляпуновых.
А. М. Зайцев был женат на Ольге Олимповне Шумовой, имел сына Николая и двух дочерей Ольгу и Наталью. Наталья являлась его приемной дочерью.
Сын А. М. Зайцева, Николай Александрович, работал в промышленности и варил медицинское мыло.
А. М. Зайцев был не только блестящим ученым, но и выдающимся преподавателем и экспериментатором, мудрым наставником, который мог привить искреннюю любовь к своему предмету. Между ним и его учениками на долгие годы складывались крепкие дружеские отношения.
А. М. Зайцев также обладал самокритичностью, не боялся менять свое мнение о строении органических веществ исходя из данных, полученных его воспитанниками.

## Избранная библиография
А. М. Зайцев написал три диссертации, опубликовал множество научных статей, издал два сборника и три учебных пособия, составлял сообщения и доклады о работах для заседаний Русского химического общества.

#### Диссертации
- Диссертация «О диамидосалициловой кислоте» на степень кандидата камеральных наук[2].
- Диссертация «О новом ряде органических сернистых соединений» на степень доктора философии Лейпцигского университета[3].
- Диссертация «О действии азотной кислоты на некоторые органические соединения двухатомной серы и о новом ряде органических сернистых соединений, полученном при этой реакции» на степень магистра химии[4].
- Диссертация «Новый способ превращения жирных кислот в соответствующие им алкоголи» на докторскую степень[5].

#### Учебные пособия
- Лекции общего курса органической химии, прочитанные в 1878—1879 годах[23].
- Курс органической химии. Лекции. Часть 1-я[22].
- Аналитические таблицы. Первоначальное пособие при практическом изучении качественного минерального анализа.